# Helga Schenker
Helga Schenker (* 13. März 1907 in Alexandria; † 8. Juni 2004 in Pitten) war Gebrauchsgrafikerin, Plakatgestalterin und Karikaturistin.

## Leben
Obwohl Helga Schenkers Eltern Österreicher waren, wurde sie 1907 in Alexandria, in Ägypten zur Welt gebracht, da ihr Vater Direktor der Länderbankfiliale in Kairo war. Die Mutter war Wienerin, der Vater stammte aus einer jüdischen Familie aus Galizien. Nach der Geburt ihres Bruders 1909 verließ die Familie Ägypten und zog nach Bukarest, weil ihr Bruder das Klima in Ägypten nicht vertrug. Da die Familie sehr wohlhabend war, wurden beide Kinder zuhause unterrichtet. Im Jahre 1916, als Rumänien gegen Österreich in den Ersten Weltkrieg eintrat, musste der Vater in den Krieg ziehen. Daraufhin kehrte die Mutter mit beiden Kindern nach Österreich zurück und sie zogen bei ihrer Großmutter in Baden bei Wien ein. Dort wurden die beiden Geschwister weiterhin zuhause unterrichtet und es wurde viel Wert darauf gelegt, den beiden Kunst und Kultur näher zu bringen.

## Berufliche Laufbahn
Helga Schenker wusste schon früh, dass sie Grafikerin werden wollte. 1929 fing sie an, an der Wiener Kunstgewerbeschule bei Viktor Schufinsky, Reinhold Klaus und Bertold Löffler Unterricht zu nehmen. Dort lernte sie Antoinette Langer kennen. Beide Gestalterinnen hatten schon während ihrer Schulzeit zahlreiche Aufträge von der damals führenden Wiener Druckerei Rosenbaum erhalten. Dort durften sie auch einen kleinen Atelierraum beziehen, in dem sie in Ruhe an den Aufträgen arbeiten konnten. Als die Aufträge mehr wurden und deshalb zeitlich nicht mehr zu bewältigen waren, gaben die beiden ihren kunstgewerblichen Unterricht auf und machten sich mit einem eigenen Atelier Schenker-Langer selbstständig. Schnell wurde ihnen das Atelier zu klein und sie bezogen ein größeres in der Singerstraße. Sie entwarfen Plakate, Prospekte, Briefköpfe, Schutzmarken, Etiketten und Verpackungen für die Firmen Elida, Linde, Chemosan, Bally, Kunert und die Stickstoffwerke. Außerdem entstanden zu dieser Zeit auch Projekte für die Österreichische Tabak-Regie, Mokka-Linde, das Bundesministerium für Handel und Verkehr und Modeillustrationen für die Zeitschrift Moderne Welt. Antoinette Langer spezialisierte sich auf die Zeichnungen von Blumen und Schriften, Helga Schenker übernahm die restlichen Gestaltungsaufträge sowie die Kundenakquise. Die beiden nutzten das Atelier auch dafür, nächtelange Diskussionen und Feste zu veranstalten. So wurde es schnell zum Treffpunkt für junge Künstler, Wissenschaftler und Schriftsteller wie beispielsweise Heimito von Doderer, Luigi Kasimir und Albert Lorenz.
Obwohl Helga Schenker für die Nationalsozialisten zur Halbjüdin wurde, wurde ihre Familie nicht verfolgt, und sie konnte ihre Arbeit ungestört weiter ausüben.
Als Antoinette Langer gegen Kriegsende an einer aggressiven Multiplen Sklerose erkrankte und 1966 starb, musste Helga Schenker das Atelier alleine weiter führen. Zu dieser Zeit weitete sich ihr Arbeitsfeld stetig aus. Sie zeichnete Karikaturen zu den Premiere-Kritiken von Staatsoper und Burg- und Akademietheater für den Wiener Kurier, produzierte einen Fries für eine Bar des Opernballs, übernahm Porzellanmalarbeiten für Rosenthal, kreierte Balldekorationen für den Philharmonikerball, gestaltete Mozart Karikaturen, Buchumschläge, Kalender und entwarf eine Briefmarke zur Krebshilfe. Außerdem produzierte sie Buchillustrationen für den Luckmann Verlag und den Verlag Ueberreuter. Nebenbei entstanden zudem eine Vielzahl an freier Zeichnungen und Karikaturen. Nach ihrem Pensionseintritt kaufte sich Helga Schenker ein Haus in Pulkau. Mit 95 Jahren konnte sie sich alleine nicht mehr um das Haus kümmern, also verkaufte sie es und zog nach Pitten in ein Altenheim, in dem sie 2004 verstarb.

## Werke
| Titel                                                    | Jahr      | Ersteller                          | Erscheinungsort | Medientyp     | Höhe (cm) | Breite (cm) |
| -------------------------------------------------------- | --------- | ---------------------------------- | --------------- | ------------- | --------- | ----------- |
| Kunert – Der Strumpf ohne Laufmasche                     | 1950–1955 | Schenker, Helga Langer, Antoinette | Österreich      | Bild/Ephemera | 84        | 60          |
| Mokka Linde – Viel Genuß – um wenig Geld mit wenig Mühe  | 1950      | Schenker, Helga Langer, Antoinette | Österreich      | Bild/Ephemera | 120       | 83          |
| Ein belebender Genuss – Mokka – Linde                    | 1952      | Schenker, Helga Langer, Antoinette | Österreich      | Bild/Ephemera | 169       | 122         |
| Käse ist bekömmlich und nahrhaft                         | 1953      | Schenker, Helga Langer, Antoinette | Wien            | Bild/Ephemera | 84        | 59          |
| Durch Milch gesund und lebensfroh                        | 1953      | Schenker, Helga Langer, Antoinette | Wien            | Bild/Ephemera | 84,5      | 59          |
| genußreich – aromafest – Melanda – ein belebender Genuß  | 1953      | Schenker, Helga Langer, Antoinette | Österreich      | Bild/Ephemera | 119       | 83,5        |
| Melanda – Ob groß – ob klein – derselbe gute Milchkaffee | 1953      | Schenker, Helga Langer, Antoinette | Österreich      | Bild/Ephemera | 122       | 86          |